# Hillcrest Heights (Florida)
Hillcrest Heights è un comune degli Stati Uniti d'America, situato nello Stato della Florida, nella contea di Polk.